# Szárász
Szárász is een plaats (község) en gemeente in het Hongaarse comitaat Baranya. Szárász telt 27 inwoners (2001).